# Tradescantia longipes
Tradescantia longipes е вид многогодишно тревисто растение от семейство Комелинови (Commelinaceae). Видът е незастрашен от изчезване.

## Разпространение
Видът се среща само в планините на Озарк в южната част на Мисури и северен Арканзас в Средния Запад. През пролетта цъфти, цветовете му се наблюдават от април до май, обикновено по залесените склонове на скалисти хълмове.